# Strävbladssäckmal
Strävbladssäckmal, Coleophora pennella är en fjärilsart som först beskrevs av Michael Denis och Ignaz Schiffermüller 1775. Enligt Catalogue of Life är det vetenskapliga namnet istället Coleophora onosmella beskriven med det namnet av Nikolaus Joseph Brahm 1791. Strävbladssäckmal ingår i släktet Coleophora, och familjen säckmalar, Coleophoridae. Arten är reproducerande i Sverige. Inga underarter finns listade i Catalogue of Life.

## Bildgalleri

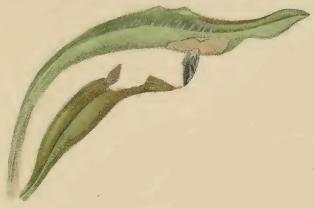
Blåeld, Echium vulgare angripen av Coleophora pennella.
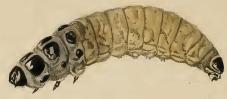
Larv av Coleophora pennella.
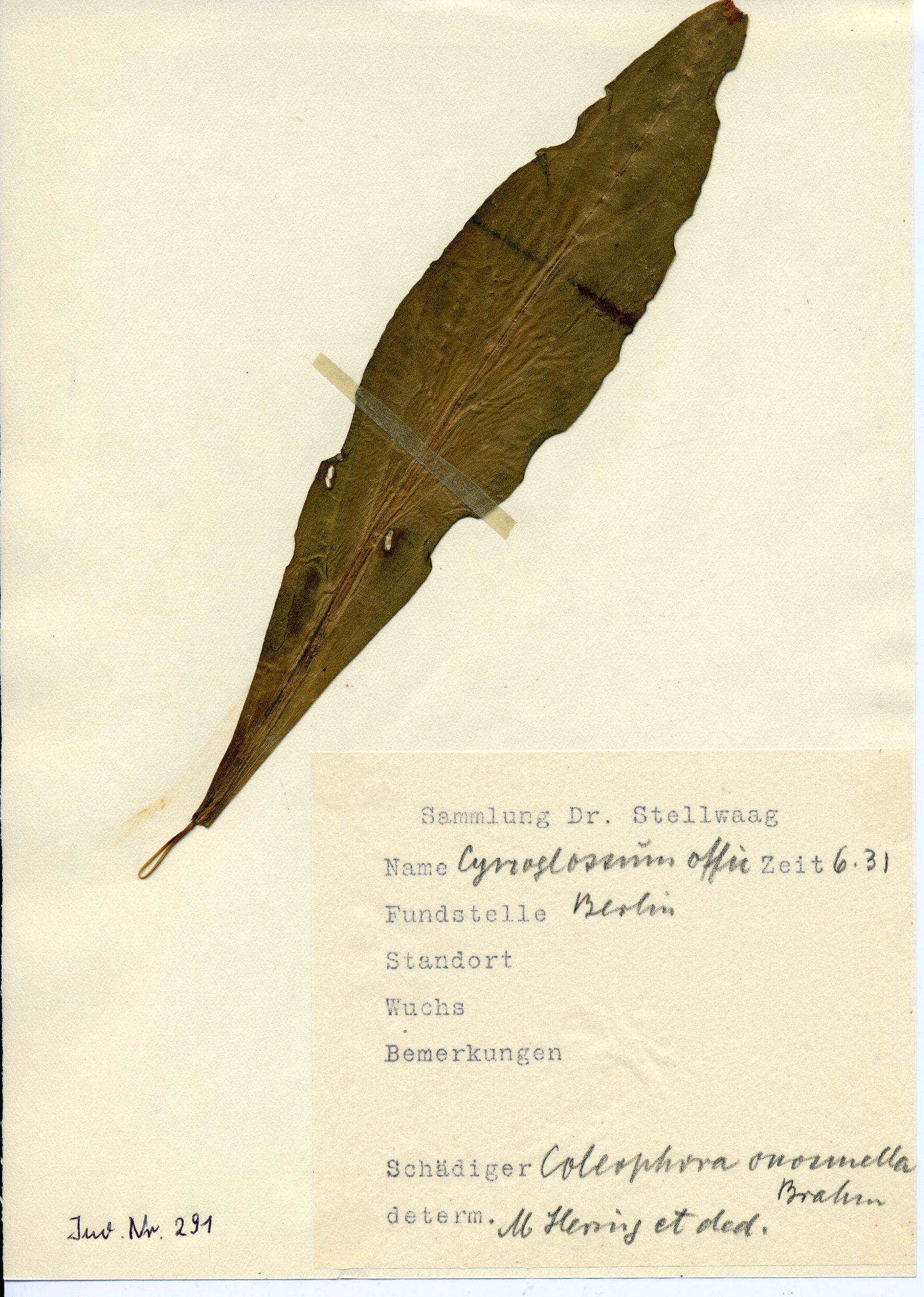
Insamlat blad av hundtunga, Cynoglossum officinale angripet av Coleophora pennella.